# Cixius cavazoricus
Cixius cavazoricus Hoch, 1991 é uma pequena cigarra troglóbia pertencente à família Cixiidae endémica em cavernas vulcânicas dos Açores, sendo apenas conhecido na ilha do Faial, ocorrendo apenas na Gruta das Anelares e Cabeço do Canto.